# Бизонтес
Плайас де Кастельон (исп. Playas de Castellón FS) - испанский мини-футбольный клуб из города Кастельон-де-ла-Плана.Первые обладатели Кубка УЕФА.Основан в 1983 году.

## История
В сезонах 1999-00 и 2000-01 «Плайас де Кастельон» становился чемпионом Испании по мини-футболу. Первый успех позволил команде дебютировать на международной арене, где она три сезона подряд становилась лучшей командой Европы, выиграв последний розыгрыш Турнира Европейских Чемпионов и два первых розыгрыша Кубка УЕФА по мини-футболу.
В последующие годы команда стала показывать более скромные достижения. А в сезоне 2010/11 «Плайас де Кастельон» и вовсе покинул испанский Почётный дивизион.

## Достижения клуба
- Кубок УЕФА по мини-футболу (2): 2001-02, 2002-03
- Турнир Европейских Чемпионов по мини-футболу: 2001
- Чемпионат Испании по мини-футболу (2): 1999-00, 2000-01
- Суперкубок Испании по мини-футболу: 2004

## Бывшие известные игроки
| - Алемао - Андреу - Фернандо Грана - Вандер Кариока - Висентин - Леандриньо - Хавьер Лоренте |  | - Рафа - Хави Родригес - Хави Санчес - Тату - Хоан - Фернандао |